# Деби Ренолдс
Деби Рејнолдс (енгл. Debbie Reynolds) била је америчка глумица, певачица и плесачица, мајка глумице Кери Фишер, рођена 1. априла 1932. године у Ел Пасу, Тексас (САД). Преминула је 28. децембра 2016. године у Лос Анђелесу, само дан након смрти кћерке Кери Фишер.